# عباس بدخشان ظهوری
عباس بدخشان ظهوری دیپلمات اهل ایران که از بهمن ۱۳۹۸ تا فروردین ۱۴۰۲، سفیر ایران در جمهوری ارمنستان بود. وی در مقطع کارشناسی ارشد ناپیوسته رشته علوم سیاسی از دانشگاه آزاد اسلامی واحد تهران مرکزی فارغ التحصیل شده است.